# Промисловість Донецька

## Промисловість
Промисловий потенціал Донецька займає 2-е місце в області за обсягами промислового виробництва (після Маріуполя) і 1-е місце за темпами розвитку. На території міста знаходиться одна з найбільших в Україні за темпами інвестицій вільних, економічних зон.
На промислових підприємствах міста працює більш ніж 119 тисяч чоловік. Загальний обсяг реалізованої промислової продукції становить більш ніж 26 млрд грн. за 2008 рік. 
У структурі реалізованої продукції промисловості міста найбільшу питому вагу мають такі галузі: металургія (29,4%), харчова промисловість (13,9)%, машинобудування (12,1%), вугільна промисловість (9,1%) і діяльність, котра має напрям на переросподіл електроенергії, газу та води (26,3%). Разом з традиційними галузями важкої промисловості в останні роки розвивається легка, харчова, деревообробна промисловість, машинобудування.
Найбільші підприємства міста:

### Металургія
- Чорна металургія:
  - Донецький металургійний завод,

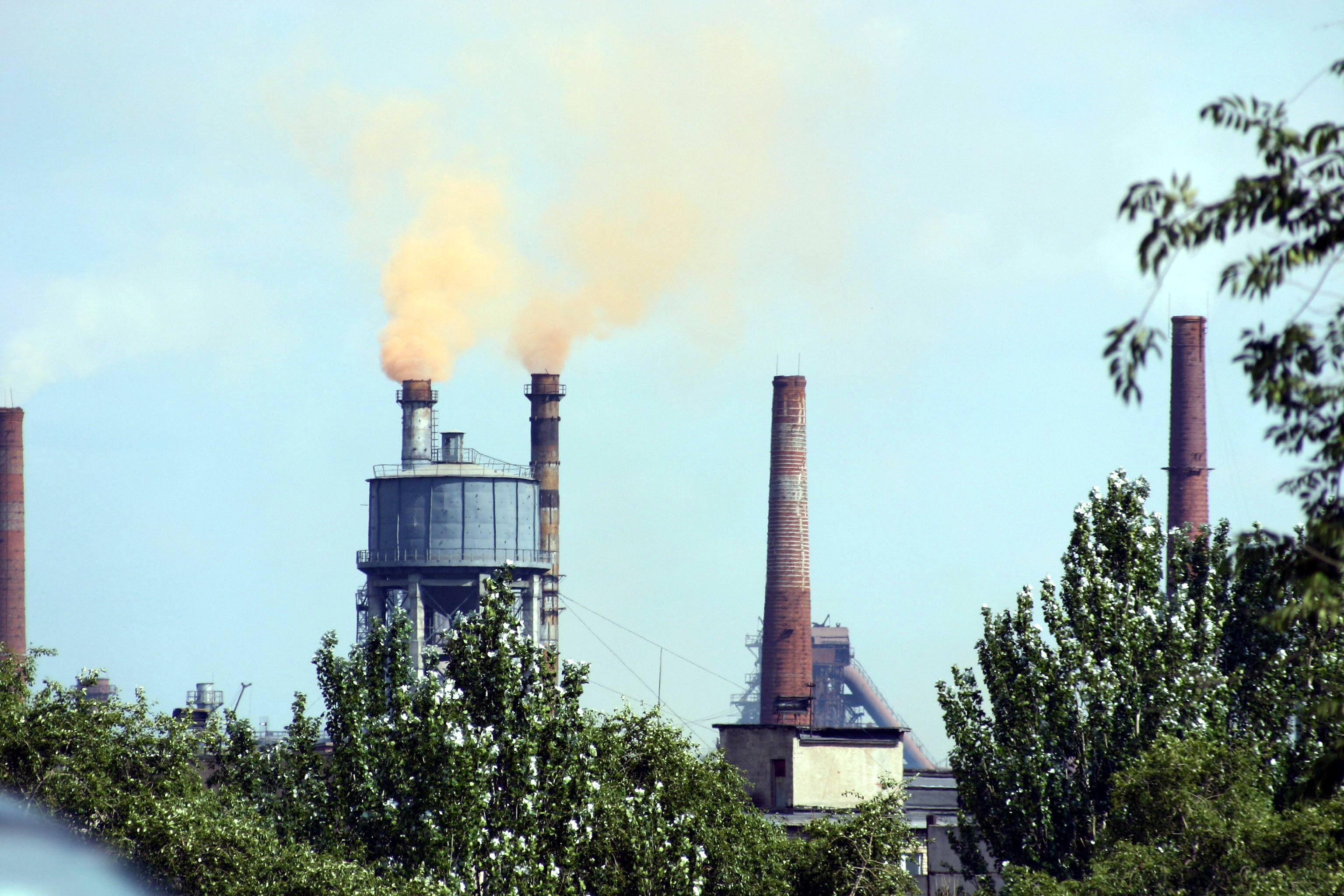
Донецький металургійний завод

  - ЗАТ «Донецьксталь»-металургічний завод,
  - Донецький металопрокатний завод,
  - Донецький електрометалургійний завод
- Кольорова металургія:
  - Завод «Донвторколірмет»,
- Коксохімія:
  - «Донецьккокс»,

### Вугільні компанії
- Донецьквуглезбагачення (в складі ДП Донбасвуглезбагачення):
  - брикетна фабрика «Донецька» (Петровський район (Донецьк)),
  - ЦЗФ «Київська» (Київський район (Донецьк)),
  - ЦЗФ «Моспинська» (місто Моспине Пролетарський район (Донецьк)),
  - ЦЗФ «Чумаковська» (Пролетарський район (Донецьк)),
  - ЦЗФ «Кальміуська» (знаходиться на території міста Макіївка),
- Донецьквугілля:
  - шахта імені Горького,
  - шахта імені Скочинського,
  - шахта «Куйбишевська»,
  - шахта «Лідієвка»,
  - шахта «Моспинська»,
  - шахта «Трудовська»,
  - шахтоуправління «Красна Зірка»,
  - шахтоуправління «Октябрьське»,
  - шахтоуправління імені Газети «Правда»,
  - шахта «Панфіловська»,
  - шахта «Мушкетівська»,
  - шахта № 9 «Капітальна»,
  - шахта № 12 «Наклонна»,
  - шахта № 6 «Красна Зірка»,
- Донвугілля:
  - шахта імені 60 років Радянської України,
  - шахта імені Абакумова,
  - Шахта імені М. І. Калініна (Донецьк),
  - шахта імені Челюскинців,
  - шахта «Октябрський рудник»,
  - шахтоуправління «Донбас»,
  - шахта «Заперевальна»,
- Шахта «Петровська»,
- Шахта «Бутовка-Донецька»,
- Шахта імені О. Ф. Засядька,
- Шахта № 17-17-біс,

#### Найбільші аварії на шахтах Донецька
- квітень 1998 — аварія на шахті імені Скочинського, загинули 63 шахтаря
- травень 1999 — аварія на шахті імені Засядька, загинули 50 шахтарів
- серпень 2001 — аварія на шахті імені Засядька, загинули 55 шахтарів
- липень 2002 — аварія на шахті імені Засядька, загинули 20 шахтарів
- вересень 2006 — аварія на шахті імені Засядька, загинули 13 шахтарів. Стався великий викид метану. Лава була нова, її повинні були здавати в експлуатацію. Спрацювала автоматичний газовий захист і вибуху не було, але гірники задихнулися.
- 18 листопада 2007 на шахті імені Засядька сталася сама маштабна катастрофа на українськиї вугільних шахтах в Незалежній Україні — загинув 101 шахтар. Через два тижні, 1 грудня 2007 стався другий вибух — 52 гірники постраждали; на наступнний день — 2 грудня 2007 — загинули 5 гірничих рятувальників, котрі займалися ліквідацією наслідків аварії.

### Машинобудування
- Донецький завод холодильників «Nord»,
- «Донбаскабель»,
- «Донецькгірмаш»,
- Донецький завод високовольтних опор,
- Донецький завод гірничорятувальної апаратури «Респіратор»,
- «Донецьквуглеавтоматика»,
- Завод «Продмаш»,
- Завод «Точмаш»,
- Експериментальний завод «Еталон»,
- АТ «Буран»,
- НПО «Респіратор»,
- Завод «Коксохімообладння»
- Завод металоконструкцій,
- Експериментальний завод прецизионної оснастки,
- Об'еднання «Вибухозахисне електрообладнання»,
- Об'еднання «Газоаппарат»,
- Донецький експериментальний електромеханічний завод,
- Донецький енергозавод,
- Донецький рудоремонтний завод,
- Ремонтно-механічні заводи:
  - будівельних матеріалів,
  - «Донбасенерго»,
  - ДП «Донецьквугілля»,
  - ДП «Донецьквуглезбагачення»,
  - будівельної механізації,
  - харчового машинобудування та інші,

### Хімічна промисловість
- Донецький завод хімреактивів,
- Донецький хімічний завод,
- Донецький акамуляторний завод «Віват»,
- Донецький казенний завод хімічних виробів,
- «Донпластавтомат»,
- Донецький завод ізоляційних матеріалів,
- Донецький завод мінеральної вати і конструкцій,
- Донецький завод пластмас,

### Виробництво будматеріалів
- Донецький завод залізобетонних виробів,
- Донецкий будинкобудівний комбінат № 1,
- Донецький заводобудівний завод,
- Донецький асфальтобетонний завод № 1,
- Донецький асфальтобетонний завод № 2,
- Донецький завод «Дорзалізобетон»,
- Завод залізобетонної шахтної крепі,
- Донецький камнелитейний завод,
- Донецький камнеобробний завод,
- Донецький дослідницько-експериментальний завод,
- Донецький завод будівельних матеріалів,
- 3 заводу «Буддеталь»
- Донецький завод теплоізоляційних виробів,
- ФПГ«АЛЬТКОМ»

### Деревообробка
- Донецька меблева фабрика «Донецькмеблі»,
- Рутченковський деревооброблюючий комбінат,
- Донецький меблевий комбінат,

### Харчова промисловість
- Донецький завод пивоваріння «Сармат»,
- Донецький м'ясокомбінат,
- концерн «АВК»,
- «Київ-Конті»,
- Донецький маргариновий завод,
- Донецький молочний завод,
- Донецька макаронна фабрика,
- Донецька харчовкусова фабрика,
- Донецький виноробний завод,
- Донецький консервний завод,
- Донецький лікеро-горільчаний завод,
- О'єднання «Донецькриба»,
- Донецькі хлібозаводи:
  - 11 хлібозаводів,
  - булочно-кондитерський комбінат,
  - 3 хлібокомбіната,
  - 2 комбіната хлібопродуктів,
- ЗАТ «Геркулес»,
- ВАТ «Вінтер»,
- ТОВ "ЛекФарма "Адоніс" - виробництво фітопрепаратів: фіточаїв і фітованн ТМ "Доктор плюс".

### Легка промисловість
- Донецький бавовняний комбінат,
- Взуттєва фабрика «Контур»,
- Донецька камвольно-прядильна фабрика,
- Донецька фабрика художньої галереї,
- Швейна фабрика «Донбас»,
- Швацьке об'єднання «Донбас»,
- Донецька трикотажна фабрика,
- Донецьке виробниче швацьке об'єднання "Донсукно",
- ТОВ "Укрпромодяг".

### Виробництво та розміщення рекламної продукції
- Студія реклами "ІВА",
- Kortmi, OOO
- Patison, OOO
- Avgust Doneczk, OOO
- Ukrtehnologiya, OOO
- Redi, OOO
- Rudofilov, ChP
- Bit-Stajl, OOO
- AD Grand, OOO.